# Kościół Świętej Trójcy w Wyszogrodzie
Kościół Świętej Trójcy w Wyszogrodzie – późnobarokowy rzymskokatolicki kościół parafialny znajdujący się w mieście Wyszogród, w województwie mazowieckim. Należy do dekanatu wyszogrodzkiego diecezji płockiej.
Obecna świątynia parafialna w Wyszogrodzie jest czwartą z kolei. Pierwszy kościół istniał już przed 1320, bliżej Wisły. Kolejny kościół został zniszczony w 1726, gdy osunęła się skarpa nadrzeczna. Istniejący kościół powstawał od 1774 roku (albo od 1779) na fundamentach starszego, który strawił pożar. Fundamenty te zostały wzmocnione i nieco zmienione według projektu gdańskiego architekta Samuela Fischera. Mury zostały ukończone w 1786 roku i data ta została umieszczona na elewacji frontowej kościoła. Zapewne w 1800 roku została poświęcona nowa świątynia, której zmieniono wezwanie ze świętego Jakuba na Świętą Trójcę, tak jak jest do dziś. Wieże kościoła zostały ukończone i wyposażenie wnętrza zostało skompletowane dopiero po 1819 roku. Same wieże zostały nadbudowane w 1837 roku. W II poł. XIX wieku przebudowano ołtarz, z wykorzystaniem starszych elementów. W 1942 roku niemieccy okupanci zamknęli kościół i zamienili go na spichlerz zbożowy. W 1982 roku przeprowadzono generalny remont świątyni (został założony nowy dach miedziany, zmodernizowano wnętrze). W 1998 roku zostały zawieszone na wieżach kościoła trzy nowe dzwony. Każdy z tych dzwonów posiada oddzielny napęd elektryczny w postaci silnika liniowego, a całość jest sterowana mikroprocesorowo. Zegar jest bezprzewodowo synchronizowany z wzorcowym zegarem atomowym.
Kościół to budowla halowa, z prezbiterium powstałym w wyniku wytyczenia zakrystii i kruchty północnej. Od strony wschodniej znajduje się trójdzielna fasada, ozdobiona dwiema wieżami wydzielonymi w jej górnej kondygnacji. W kościele umieszczono wizerunek św. Barbary z ok. 1700 roku oraz kilka obrazów pochodzących z przełomu XIX i XX wieku.